# Newfoundland and Labrador Hydro
Newfoundland and Labrador Hydro (NLH, рус. Нью́фандленд энд Лэ́брадор Ха́йдро) — государственное предприятие, собственность правительства Ньюфаундленда и Лабрадора. Основана в 1954 для производства (в основном на ГЭС) необходимой провинции электроэнергии.

## Деятельность
Она располагает установленной мощностью 7289 мегаватт, которая производится 10 гидроэлектростанциями, одной теплоэлектростанцией на нефти, четырьмя — с газовой турбиной и 26 электростанциями на мазуте. Она производит и транспортирует 80 % энергии, потребляемой в провинции и напрямую снабжает 35 000 клиентов в изолированных областях.
NLH принадлежит 65,8 % акций компании Churchill Falls (Labrador) Corporation (CF(L)Co), владельца гидроэлектростанции у водопада Черчилл на Лабрадоре. Почти всю продукцию этой электростанции мощностью 5428 МВт на основании долгосрочного договора, истекающего в 2041, покупает Hydro-Québec.